# Dárdás nádtippan
A dárdás nádtippan vagy puha nádtippan (Calamagrostis canescens) az egyszikűek (Liliopsida) osztályának perjevirágúak (Poales) rendjébe, ezen belül a perjefélék (Poaceae) családjába tartozó faj.
Nemzetségének a típusfaja.

## Leírása

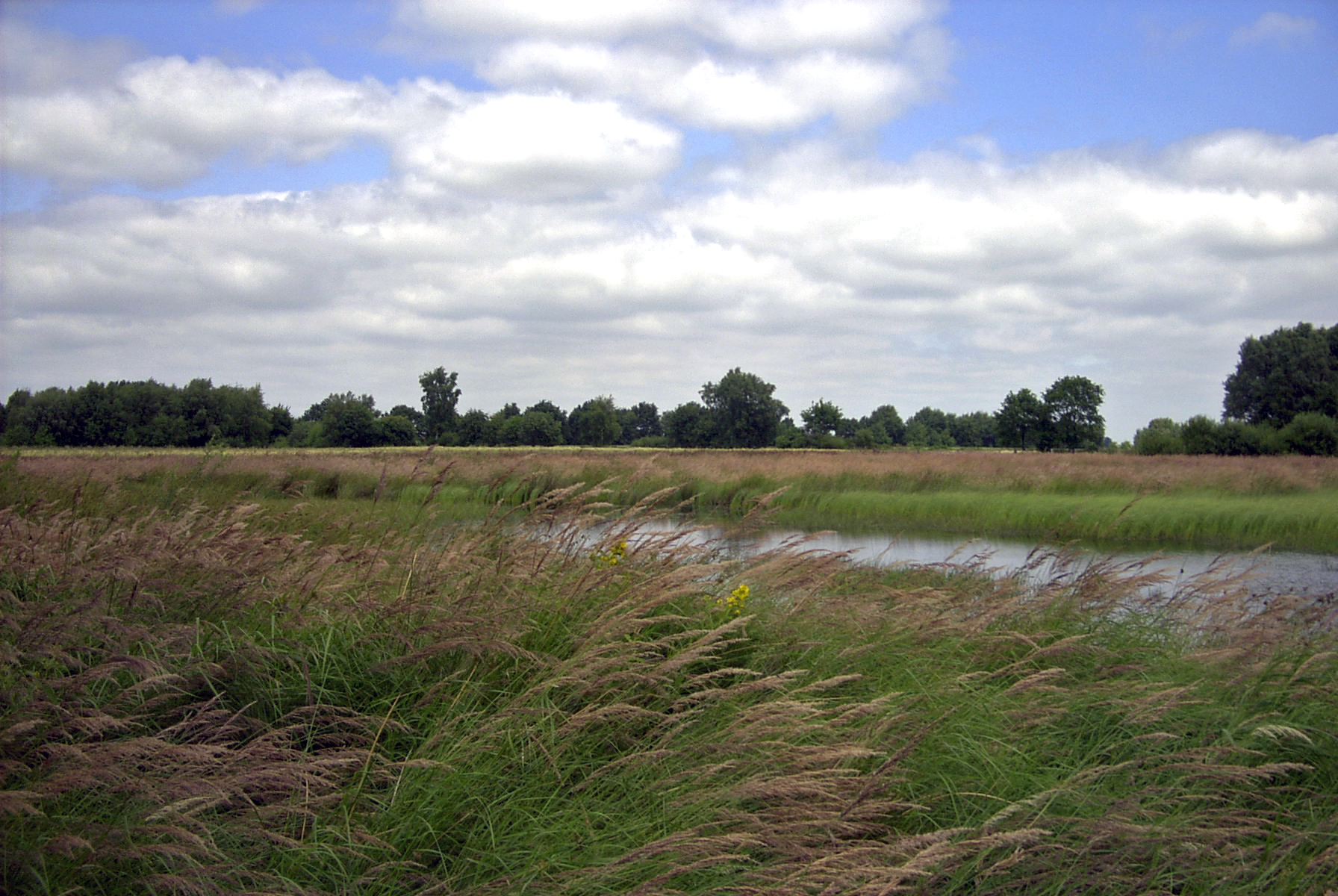

80–120 cm magas, lazán gyepes, rendszerint dús állományokat alkotó évelő. Levelei ívesen lehajlók, fényeszöldek, 3–6 mm széleses, színük elszórtan fehér-szőrös. Június-augusztusban virágzik, a toklász 5 erű, szálkája közvetlenül a csúcs alatt ered, nagyon rövid, alig hosszabb a toklász csúcsi bevágásánál. A pelyva tojásdad-lándzsás, vagy lándzsás, kihegyezett, 3–5 mm hosszú.

## Élőhelye
Nádasokban, nyír- és fűzlápokon, láperdőkben, magassásosokban fordul elő. A Mátrában megtalálhatóak állományai.